# Alisa
Alisa (ros. Алиса) – jeden z najbardziej znanych radzieckich i rosyjskich zespołów rockowych. Został utworzony w 1983 roku w Leningradzie i nieprzerwanie działa do dziś. Liderem grupy, autorem tekstów i współautorem muzyki jest wokalista Konstantin Kinczew.
W 2004 r. zespół został uznany przez czytelników „Komsomolskiej prawdy” za najbardziej wpływową grupę w historii rosyjskiego rocka.

## Historia

### Alisa do roku 1984
Zespół powstał w 1983 roku w Leningradzie z inicjatywy ówczesnego lidera i basisty – Swiatosława Zadierija. Wtedy do grupy dołączyli gitarzysta Andriej „Szatł” Szatalin oraz perkusista Michaił Niefiodow. Wspólnie z saksofonistą Borisem Borisowem stworzyli longplay Kriwozierkalje (ros. Кривозеркалье).

### Przybycie Konstantina Kinczewa
W 1984 r. do grupy dołączył wokalista Konstantin Kinczew i szybko stał się najbardziej rozpoznawalnym członkiem zespołu. Kinczewa do zespołu zaprosił założyciel, który od dłuższego czasu nie mógł znaleźć odpowiedniego kandydata na wokalistę. Muzycy poznali się podczas nagrywania solowego albumu Konstantina, zaliczanego w poczet twórczości Alisy – „Нервная ночь” (Nierwnaja Nocz).
W 1985 roku zespół osiągnął pierwszy sukces – nagrodę III Festiwalu Leningradzkiego Rock Klubu. Dzięki temu grupę dostrzegła amerykańska wokalistka Joanna Stingray, która zaprosiła Alisę do nagrania sześciu piosenek na dwupłytowy album Red Wave promujący radziecką muzykę rockową w Stanach Zjednoczonych. Obok Alisy na płycie znalazły się także piosenki zespołów Akwarium, Kino i Strannyje Igry. Piosenki zostały przemycone przez Stingray do Stanów Zjednoczonych, gdzie 27 czerwca 1986 ukazał się dwupłytowy album. Wszystkie piosenki nagrane przez Alisę na potrzeby wydawnictwa znalazły się także na nagranej jeszcze w tym samym roku, a wydanej w początkach 1986, kasecie magnetofonowej Eniergija (ros. Энергия). W tym czasie grupy odszedł Andriej Szatalin, na jego miejsce przybył gitarzysta Piotr Samojłow.
W kwietniu 1986 grupa wystąpiła na kolejnym, czwartym festiwalu Rock Klubu z programem „Po tu storonu dobra” (ros. „По ту сторону добра”). Jednak wkrótce potem kolektyw opuścił jego założyciel – Swiatosław Zaderij, który postanowił przekazać całkowite przywództwo w Alisie Konstantinowi Kinczewowi. Sam poświęcił się powstałemu w listopadzie tego samego roku projektowi, zespołowi Natie! (ros. Нате!). Nastąpił powrót gitarzysty Andrieja Szatalina, Piotr Samojłow został basistą.
W 1987 roku wyszedł drugi album – Błok ada (ros. Блок ада), zarejestrowany podczas zaledwie dwóch dni. Zostały nakręcone dwa pierwsze teledyski grupy – Ekspierimientator (ros. Экспериментатор) oraz My wmiestie (ros. Мы вместе). Reżyserią obu klipów zajęła się Joanna Stingray.

#### Proces z gazetą „Smiena”
Po serii solowych koncertów Alisy w leningradzkim Jubileuszowym Pałacu Sportu w 1987 roku, miejscowa gazeta „Smiena” (ros. „Смена”) opublikowała na swoich łamach artykuł, w którym oskarżyła lidera zespołu o propagowanie faszyzmu. Autor publikacji stwierdził, że był świadkiem, gdy podczas występu w Jubileuszowym Pałac Sportu wokalista posługiwał się okrzykiem Heil Hitler. Cała sprawa miała związek z konfliktem pomiędzy władzami Leningradu a młodymi ludźmi tworzącymi muzykę rockową, których przedstawicielem w tym starciu stał się Konstantin Kinczew.
Po opublikowaniu artykułu prokuratura wszczęła sprawę karną, oskarżając Kinczewa o przestępstwo z artykułu 209 cz. 2 Kodeksu karnego RFSRR.
Członkowie Alisy złożyli do sądu pozew przeciwko gazecie „Smiena” o oszczerstwo. Przedstawiono dowód w postaci wideozapisu owego koncertu, który potwierdził, że oskarżenia autora tekstu były bezpodstawne. Kinczew wygrał proces i w związku z wyrokiem „Smiena” musiała publicznie przeprosić rockmana.

### 1987–1990
W 1987 roku Alisa wystąpiła na 5. Festiwalu Leningradzkiego Rock Klubu. Za występ otrzymała nagrodę laureata, a także nagrodę specjalną za oryginalność.
W 1988 roku do grupy dołączył kolejny gitarzysta, Igor „Czuma” Czumyczkin.
W 1989 roku został ukończony muzyczny projekt St. 206 cz. 2 (ros. Ст. 206 ч. 2), ale jego opublikowanie nastąpiło dopiero w roku 1994. Tytuł odnosi się do art. 209 cz. 2 ówczesnego Kodeksu karnego obowiązującego w RFSRR (ros. Уголовный кодекс РСФСР 1960 года), tj. do ustawy o (złośliwym) chuligaństwie. O przestępstwo z tego samego artykułu Kinczew został oskarżony przez prokuraturę w 1987 roku w związku z artykułem gazety „Smiena”.
W tym samym roku wydano album Szestoj lesniczij (ros. Шестой лесничий). Pojawił się również teledysk do piosenki „Aerobika” (ros. „Аэробика”). Jeden z utworów z tego albumu – „Tieatr tieniej” (ros. „Театр теней”) – zrodził się z oczarowania Kinczewa piosenką „Kyoto Song” zespołu The Cure. Postanowił on napisać własny tekst do istniejącej już melodii. Żeby nie naruszyć praw autorskich, na płycie wskazano, że autorem muzyki jest The Cure.
Kolektyw zaczął koncertować również za granicą. Pierwsze występy poza granicami kraju odbyły się we Francji, Czechosłowacji i na Węgrzech.

### Lata 90.
W 1990 roku podczas koncertu na moskiewskim stadionie Łużniki został zarejestrowany album Szabasz (ros. Шабаш), poświęcony Aleksandrowi Baszłaczowowi.
Nagrano klip do piosenki „Wsio eto rock’n’roll” (ros. „Всё это рок-н-ролл”). W wykonaniu utworu i nagraniu teledysku, poza członkami Alisy, uczestniczyli m.in.: grupa Brigada S, Jurij Szewczuk, Wiaczesław Butusow, Joanna Stingray. Szczególny spór wśród uczestników wzbudził wybór muzyka, który zgodziłby się zaśpiewać frazę Ну, а мы – ну, а мы педерасты (pol. No, a my – no, a my pederaści). Ostatecznie tę część wykonała jedyna kobieta biorąca udział w projekcie – Joanna Stingray. Piosenka została zapisana na albumie Brigady S, będącym składanką coverów utworów wybranych przez Garika Sukaczewa.
W 1993 r. został wydany album Dla tiech, kto swaliłsia s Łuny (ros. Для тех, кто свалился с Луны).
12 kwietnia 1993 popełnił samobójstwo gitarzysta grupy – Igor „Czuma” Czumyczkin. W związku z tragedią członkowie Alisy na rok zaprzestali koncertowania. Z powodu śmierci Igora zespół opuścił ówczesny klawiszowiec Alisy – Andriej Korolow, który po odejściu z muzyki został duchownym kościoła prawosławnego.
W 1994 roku grupa wznowiła publiczne występy i nagrała album poświęcony pamięci Igora Czumyczkina – Czornaja mietka (ros. Чёрная метка). Wraz z premierą płyty pojawił się klip do utworu „Znaj, paskuda, wolnych!” (ros. „Знай, паскуда, вольных!”) oraz dwóch kolejnych – „Biełaja niewiesta” (ros. „Белая невеста”) i „Atieist” (ros. „Атеист”).
W 1996 r. pojawił się akustyczny album Dżaz (ros. Джаз). Był to zbiór utworów napisanych przez Kostię Kinczewa w ciągu wielu lat. Przed wydaniem Dżazu Kostia grywał je od lat 80. na prywatnych koncertach w mieszkaniach znajomych, tzw. kwartirnikach.
Nakręcono teledyski do utworów „Łunnyj wals” (ros. „Лунный вальс”) i „Dożd'” (ros. „Дождь”).
W 1997 r. grupa przedstawiła album Durień (ros. Дурень). Powstał klip Trassa E-95 (ros. Трасса Е-95).

### Po roku 2000
W 2000 roku grupa nagrała album Sołnceworot (ros. Солнцеворот). Ogromne kontrowersje wzbudziła okładka albumu na której widniał kołowrót – słowiański symbol słońca, błędnie mylony z nazistowską swastyką.
W tym okresie częstym tematem tekstów Alisy było prawosławie. Autor utworów, Konstantin Kinczew, w latach dziewięćdziesiątych przyjął chrzest i od tej pory zbliżył się do Boga i religii, co znajduje odzwierciedlenie w jego twórczości.
W 2003 roku z grupy odeszli: Andriej „Szatł” Szatalin oraz Michaił Niefiodow, który postanowił porzucić rock na rzecz tworzenia muzyki elektronicznej.
W 2004 r. czytelnicy gazety „Komsomolskaja prawda” uznali grupę za najbardziej wpływowy zespół w historii rosyjskiego rocka. Zespół uzyskał blisko dwukrotnie więcej głosów, niż następne w kolejności Kino, DDT, Agata Kristi, Nautilus Pompilius, Akwarium czy Maszyna Wriemieni.

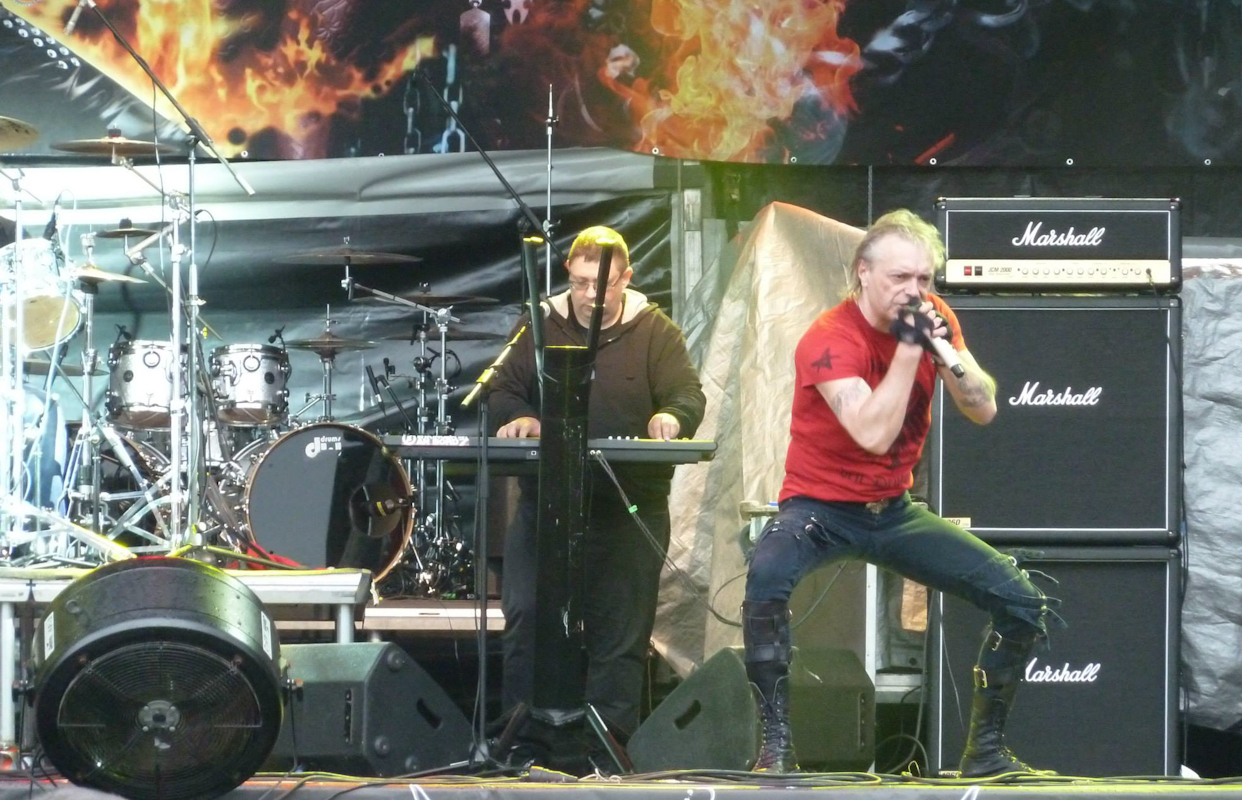
Alisa, festiwal Kavarna w Bułgarii, 2013

### Lata 2010.
W albumach nagranych na początku dekady – Ъ z 2010 roku i 20.12 z 2011 roku – jak i w późniejszych, tematyka prawosławna odeszła na drugi plan, a teksty składają się głównie na przemyślenia o otaczającym świecie.
Jesienią 2013 grupa wyruszyła na tournee z okazji 30- lecia istnienia kolektywu. Planowano zorganizować koncerty na terenie Rosji, Białorusi i na Ukrainie, lecz w związku z politycznym kryzysem na Ukrainie rozpoczętym w listopadzie roku 2013, wszystkie koncerty w tym kraju początkowo przeniesiono na inną datę, a wkrótce całkowicie odwołano.
Dwudziesty album Alisy – Eksces (ros. Эксцесс), wydany we wrześniu 2016 roku, powstał dzięki pomocy ze strony fanów. Wszystkie środki potrzebne na jego realizację zebrano poprzez platformę internetową zajmującą się croudfundingiem.

## „Armia Alisa”
W 1991 r. został utworzony fanklub zespołu Alisa pod nazwą „Armia Alisa”. Pomysł założenia stowarzyszenia zrodził się w głowie samego Kinczewa. Głównym celem istnienia fanklubu była chęć zjednoczenia wielbicieli grupy, stworzenia okazji do wzajemnej komunikacji oraz wymiany doświadczeń i wspomnień. Sympatycy zespołu, których było dostatecznie wielu i byli chętni, by wdrożyć pomysł w życie, szybko zorganizowali klubowe struktury. Stworzono specjalne bilety dla członków fanklubu uprawniające do uczestniczenia we wszystkich koncertach Alisy odbywających się w roku 1991. Przez niedługi okres wydawano gazetę „Szabasz” oraz prowadzono stację radiową Stacja Alisa. W 2016 roku „Armia Alisa” obchodziła 25-lecie swojego istnienia.

## Skład grupy

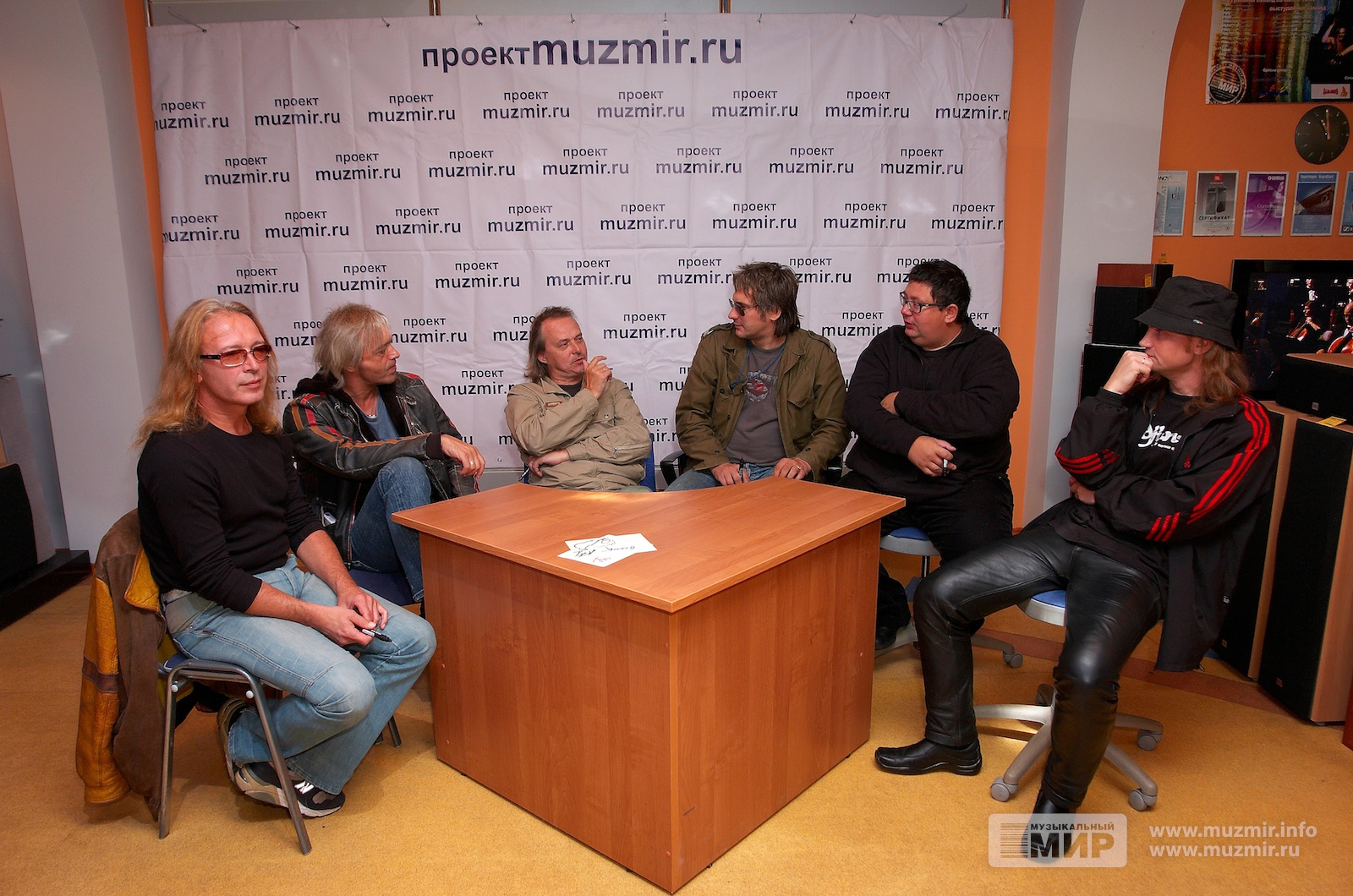
Alisa w Syktywkarze (1 września 2007)

- Konstantin Kinczew – wokal, gitara, instrumenty klawiszowe (studio), autor muzyki i tekstów (od 1984)
- Piotr Samojłow – gitara basowa, gitara akustyczna, wokal, autor muzyki i tekstów (od 1985)
- Jewgienij Lowin – gitara (od 1998)
- Dmitrij Parfionow – instrumenty klawiszowe, gitara, chórki (od 2000)
- Igor Romanow – gitara (od 2003)
- Andriej Wdowiczenko – perkusja (od 2003)

### Byli członkowie
- Borys Borisow – saksofon, wokal (1983–1984)
- Swiatosław Zadierij – wokal, gitara (1983–1986) †
- Andriej Szatalin – gitara (1983–1985, 1986–1988, 1989–2003)
- Paweł Kondratienko – instrumenty klawiszowe (1983–1988)
- Michaił Niefiodow – perkusja (1983–2003)
- Igor Czumyczkin – gitara, wokal (1988–1993) †
- Andriej Korolow – instrumenty klawiszowe, wokal (1989–1993)

## Dyskografia

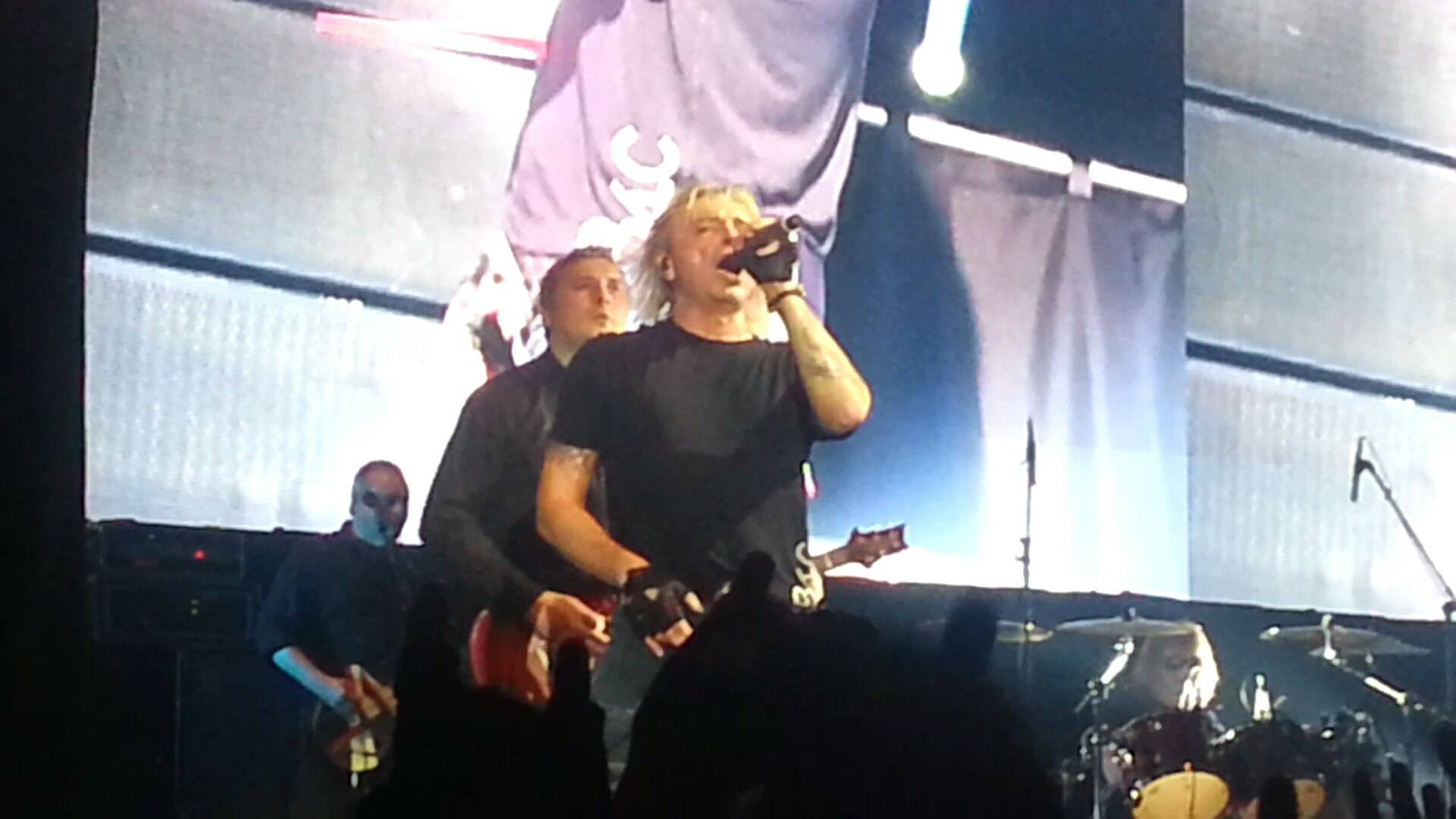
Alisa podczas koncertu w Moskwie w ramach tournée z okazji 30-lecia istnienia zespołu (1 maja 2014)

Lista opracowana na podstawie informacji zawartych na oficjalnej stronie zespołu:
- 1984 – Nierwnaja Nocz (ros. Нервная ночь)

- 1985 – Eniergija (ros. Энергия)
- 1987 – Błok ada (ros. Блок ада)
- 1989 – Szestoj lesniczij (ros. Шестой лесничий)
- 1989 – St. 206 cz. 2 (ros. Ст. 206 ч. 2)
- 1991 – Szabasz (ros. Шабаш)
- 1993 – Dla tiech, kto swaliłsia s Łuny (ros. Для тех, кто свалился с Луны)
- 1994 – Czornaja mietka (ros. Чёрная метка)
- 1996 – Dżaz (ros. Джаз)
- 1997 – Durień (ros. Дурень)
- 2000 – Sołnceworot (ros. Солнцеворот)
- 2001 – ...Tancewat' (ros. ...Танцевать)
- 2003 – Siejczas pozdnieje, czem ty dumajesz (ros. Сейчас позднее, чем ты думаешь)
- 2005 – Izgoj (ros. Изгой)
- 2007 – Stat’ Siewiera (ros. Стать Севера)
- 2008 – Puls chranitiela dwieriej łabirinta (ros. Пульс хранителя дверей лабиринта)
- 2010 – Ъ
- 2011 – 20.12
- 2012 – Sabotaż (ros. Саботаж)
- 2014 – Cyrk (ros. Цирк)
- 2016 – Ekscess (ros. Эксцесс)

## Wideoklipy
Na podstawie
- 1987 – My wmiestie (ros. Мы вместе)
- 1987 – Ekspierimientator (ros. Экспериментатор)
- 1989 – Aerobika (ros. Аэробика)
- 1994 – Paskuda (ros. Паскуда)
- 1994 – Atieist (ros. Атеист)
- 1994 – Biełaja niewiesta (ros. Белая невеста)
- 1996 – Dożd (ros. Дождь)
- 1996 – Łunnyj wals (ros. Лунный вальс)
- 1997 – Trassa E-95 (ros. Трасса Е-95)
- 2000 – Rożdiestwo (ros. Рождество)
- 2001 – Wiereteno (ros. Веретено)
- 2001 – My dierżim put’ w storonu liesa (ros. Мы держим путь в сторону леса)
- 2003 – Niebo slawjan (ros. Небо славян)
- 2003 – Rodina (ros. Родина)
- 2005 – Antichrist (ros. Антихрист)
- 2005 – Rock-n-roll kriest (ros. Рок-н-Ролл крест)
- 2007 – Na pogonie nieba (ros. На пороге неба)
- 2008 – Wlast' (ros. Власть)
- 2010 – Żyzn’ struny (ros. Жизнь струны)

## Kinematografia
| Rok  | Tytuł                                         | Rola          |
| ---- | --------------------------------------------- | ------------- |
| 1985 | Pieriestupit’ czertu (ros. Переступить черту) | grupa rockowa |
| 1986 | Jja-Chcha (ros. Йя-Хха)                       | cameo         |
| 1987 | Wzłomszczik (ros. Взломщик)                   | cameo         |